# Deliverance (álbum de Opeth)
Deliverance es el sexto álbum del grupo sueco Opeth. El álbum fue grabado en los estudios nacksving y fue producido por Steven Wilson. Deliverance contiene cinco canciones de más de diez minutos de duración (el primer álbum de este estilo desde Morningrise), y una pista instrumental de cerca de dos minutos. 
Deliverance es uno de los trabajos más pesados de Opeth (todo lo contrario a su próximo álbum, Damnation), conteniendo algunas canciones con introducciones que se asemejan al estilo de Morbid Angel. Opeth continuó experimentando con cambios en los tiempos con sincopas, hecho que queda notablemente plasmado en la introducción y final de "Deliverance" (la introducción es tocada en tiempos de 7/8 y en el final el tiempo es en síncopas), y además en la última pista del álbum "By the Pain I See in Others".

## Lista de canciones
1. "Wreath" – 11:10
2. "Deliverance" – 13:36
3. "A Fair Judgement" – 10:24
4. "For Absent Friends" – 2:17
5. "Master's Apprentices" – 10:32
6. "By the Pain I See in Others" – 13:51

## Personal
- Mikael Åkerfeldt - voz, guitarra
- Peter Lindgren - guitarra
- Martin Mendez - bajo
- Martin Lopez - batería
- Steven Wilson (invitado) - mellotron, teclado, guitarras y voces

## Producción
- Ingeniería por Opeth, Fredrik Nordström y Steven Wilson.
- Producido por Opeth y Steven Wilson.
- Mezclado por Andy Sneap en Backstage Studios, Ripley, Reino Unido.
- Letras y música por Mikael Åkerfeld.

- Opeth - dirección visual
- Ken Seany. - fotografía
- Rex Zachary - fotografía adicional
- Travis Smith - fotografía adicional
- Opeth - diseño
- Travis Smith - diseño
- Harry Välimäki. - fotografía
- Steven Wilson - guitarra adicional, melotrón, segunda voz